# مغامرات حسام
مغامرات حسام هو مسلسل رسوم متحركة فرنسي عرض لأول مرة في 6 سبتمبر 1993 واستمر عرضه حتى 6 سبتمبر 1994. تمت دبلجة المسلسل للغة العربية وعرض على قناة سمسم.

## روابط خارجية
- مغامرات حسام على موقع IMDb (الإنجليزية)
- مغامرات حسام على موقع كينوبويسك (الروسية)
- مغامرات حسام على موقع ألو سيني (الفرنسية)
- مغامرات حسام على موقع قاعدة بيانات الفيلم (الإنجليزية)